# Честин (Кнић)
Честин је насеље у Србији у општини Кнић у Шумадијском округу. Према попису из 2022. има 534 становника (према попису из 2011. било је 609 становника). Недалеко од Честина, налазе се остаци утврђења из средњег века.

## Историја
Село Честин једно је од најстаријих насеља гружанског краја.
У засеоку Градина налазе се остаци средњовековног града Честина (кота 492), који је подигнут на античким темељима.
Средњовековни утврђени град – тврђава Честин, у средњовековној гружанској жупи, први пут у историјским изворима помиње се 1367. на надгробном споменику „Годачичком епитафу” средњовековног властелина који је 34. године владао градом Честином.
Након Косовске битке, октобра 1389. Угари су заузели гружанске тврђаве Честин и Борач, које су Срби уз Турску помоћ повратили. У Српским рукама град Честин је био до 1438. када је освојен и разорен од стране Турака.
Средњовековни драгуљ села Честина свакако је манастир Каменац, кога је по традицији подигао деспот Стефан Лазаревић у периоду 1416-1426. Манастир Каменац вековима одолева времену, био је духовни стожер гружанског краја у ропству под Турцима, парохијска црква за велики број гружанских села у 19. веку. Манастирска црква вековима је славила Ваведење, а од краја 19. века слави Малу Госпојину.
Село Честин је наследило име града тј. Честинске тврђаве, чији се остаци налазе у сеоском атару. Честин се као село први пут помиње у турским пописима крајем 15.века.
Село Честин се помиње у аустријским пописима из периода 1718-1739.
По усменом предању, део становништва села Честина је порекла источне Херцеговине, и старе Рашке, а у мањој мери са Косова тачније северне и западне Метохије.
Међу првим школама у ослобођеној Србији отворена је прва школа у Гружанском крају у Честину (код манастира Каменца) 1818. године.
Током 19. и 20. века Честин је изнедрио многе војсковође, државнике и много умних људи различитих струка.
Сеоска литија слави се првог дана Васкрса. Споменик палим ратницима је подигнут 1936.
У селу су поред сеоског туризма развијени и излетнички и ловни туризам.
У Честину и његовој непосредној близини очуван је велики број старих зграда народног градитељства који дају посебну драж овом крају. Овде се налази Кућа Петра Туцаковића у Честину.

## Демографија
У насељу Честин живи 555 пунолетних становника, а просечна старост становништва износи 45,5 година (43,4 код мушкараца и 47,4 код жена). У насељу има 233 домаћинства, а просечан број чланова по домаћинству је 2,87.
Ово насеље је великим делом насељено Србима (према попису из 2002. године), а у последња три пописа, примећен је пад у броју становника.
|  |

| Демографија | Демографија | Демографија |
| Година      | Становника  | Становника  |
| ----------- | ----------- | ----------- |
| 1948.       | 1.391       |             |
| 1953.       | 1.346       |             |
| 1961.       | 1.219       |             |
| 1971.       | 1.004       |             |
| 1981.       | 929         |             |
| 1991.       | 768         | 745         |
| 2002.       | 674         | 703         |
| 2011.       | 609         |             |
| 2022.       | 534         |             |

| Етнички састав према попису из 2002.‍ | Етнички састав према попису из 2002.‍ | Етнички састав према попису из 2002.‍ | Етнички састав према попису из 2002.‍ | Етнички састав према попису из 2002.‍ |
| ------------------------------------ | ------------------------------------ | ------------------------------------ | ------------------------------------ | ------------------------------------ |
|                                      |                                      |                                      |                                      |                                      |
| Срби                                 | Срби                                 |                                      | 672                                  | 99,70%                               |
| непознато                            | непознато                            |                                      | 2                                    | 0,29%                                |

| Година пописа     | 1948. | 1953. | 1961. | 1971. | 1981. | 1991. | 2002. |
| ----------------- | ----- | ----- | ----- | ----- | ----- | ----- | ----- |
| Број домаћинстава | 251   | 276   | 290   | 269   | 270   | 249   | 233   |

| Број чланова      | 1  | 2  | 3  | 4  | 5  | 6  | 7 | 8 | 9 | 10 и више | Просек |
| ----------------- | -- | -- | -- | -- | -- | -- | - | - | - | --------- | ------ |
| Број домаћинстава | 62 | 64 | 30 | 33 | 20 | 14 | 7 | 3 | 0 | 0         | 2,87   |

| Пол    | Укупно | Неожењен/Неудата | Ожењен/Удата | Удовац/Удовица | Разведен/Разведена | Непознато |
| ------ | ------ | ---------------- | ------------ | -------------- | ------------------ | --------- |
| Мушки  | 277    | 73               | 172          | 21             | 11                 | 0         |
| Женски | 300    | 37               | 176          | 78             | 9                  | 0         |
| УКУПНО | 577    | 110              | 348          | 99             | 20                 | 0         |

| Пол    | Укупно                    | Пољопривреда, лов и шумарство | Рибарство                            | Вађење руде и камена | Прерађивачка индустрија       |
| ------ | ------------------------- | ----------------------------- | ------------------------------------ | -------------------- | ----------------------------- |
| Мушки  | 147                       | 55                            | 0                                    | 1                    | 48                            |
| Женски | 95                        | 55                            | 0                                    | 0                    | 17                            |
| УКУПНО | 242                       | 110                           | 0                                    | 1                    | 65                            |
| Пол    | Производња и снабдевање   | Грађевинарство                | Трговина                             | Хотели и ресторани   | Саобраћај, складиштење и везе |
| Мушки  | 1                         | 1                             | 10                                   | 2                    | 18                            |
| Женски | 0                         | 2                             | 2                                    | 2                    | 2                             |
| УКУПНО | 1                         | 3                             | 12                                   | 4                    | 20                            |
| Пол    | Финансијско посредовање   | Некретнине                    | Државна управа и одбрана             | Образовање           | Здравствени и социјални рад   |
| Мушки  | 1                         | 0                             | 4                                    | 3                    | 1                             |
| Женски | 0                         | 0                             | 1                                    | 8                    | 3                             |
| УКУПНО | 1                         | 0                             | 5                                    | 11                   | 4                             |
| Пол    | Остале услужне активности | Приватна домаћинства          | Екстериторијалне организације и тела | Непознато            | Непознато                     |
| Мушки  | 1                         | 0                             | 0                                    | 1                    | 1                             |
| Женски | 0                         | 0                             | 0                                    | 3                    | 3                             |
| УКУПНО | 1                         | 0                             | 0                                    | 4                    | 4                             |